# فيسنتي رودريغيز (ملاكم)
فيسنتي رودريغيز (بالإسبانية: Vicente Rodríguez)‏ (20 يوليو 1954 بإسبانيا - ) هو ملاكم إسباني، صنّف ضمن فئة وزن الذبابة. شارك في الألعاب الأولمبية الصيفية 1976.

## وصلات خارجية
- فيسنتي رودريغيز على موقع بوكس ريك (الإنجليزية) (registration required)
- فيسنتي رودريغيز على موقع أوليمبيديا (الإنجليزية)